# Castillo Katsuren
El castillo Katsuren es un gusuku (castillo o fortaleza de las Ryukyus) situado en Uruma, Prefectura de Okinawa, Japón. En idioma okinawense se lo conoce como Kacchin Gushiku.

## Historia
El castillo Katsuren fue construido sobre una gran colina de piedra caliza de Ryūkyū, a 98 m por encima del nivel del mar, en la península de Katsuren. Rodeado por el océano Pacífico, se lo conoce también como "Gusuku del océano". La época de esplendor del castillo tuvo lugar a mediados del siglo XV, durante el reino de Amawari, Aji de Katsuren. En 1458, el ejército de Ryūkyū atacó el castillo. 
En la región se han extraído numerosos mosaicos y restos de porcelana china de la época medieval, lo que evidencia la opulencia de la antigua estructura y la magnitud de la red de comercio entre Japón, China, Corea y el Sudeste Asiático. El castillo posee una sección dedicada a la religión ryūkyūana dedicada a Kobazukasa. En el terremoto de Okinawa de 2010, una de las murallas exteriores del ala noreste del castillo sufrió daños considerables.
En 2016, monedas romanas antiguas fueron encontradas en una excavación. Es la primera vez que se han encontrado monedas romanas en una excavación en Japón.

## Patrimonio de la Humanidad
El castillo Katsuren fue reconocido como Patrimonio de la Humanidad por la UNESCO en el año 2000, junto a otros ocho sitios agrupados en la categoría Sitios Gusuku y bienes culturales asociados del reino de Ryukyu. En 1972, la Agencia de Asuntos Exteriores de Japón lo había declarado Monumento Histórico Nacional (Shiseki).

## Transporte

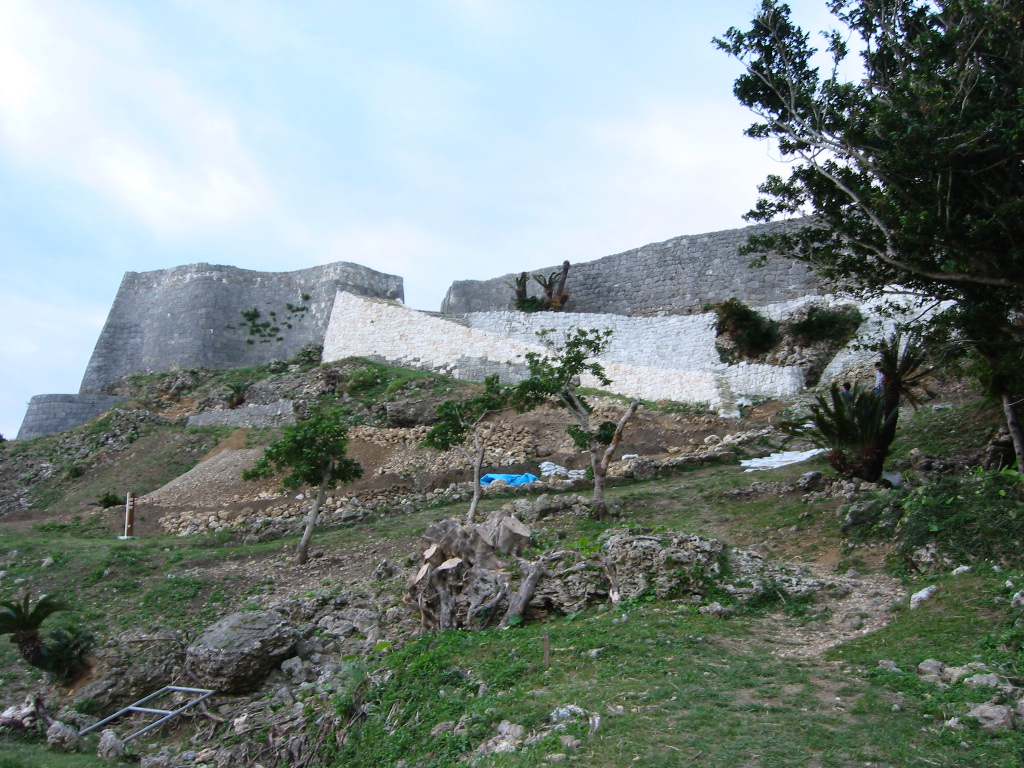
Ruinas del castillo Katsuren.

Desde la terminal de buses de Naha, en el aeropuerto homónimo, parte el autobús número 52, que tras una hora y veinte minutos de viaje arriba al castillo Katsuren. El sitio se encuentra a cinco minutos a pie de la parada de autobús Katsuren Danchimae. También puede accederse al lugar en automóvil, utilizando la autopista de Okinawa.